# Microagressão
Microagressões são manifestações cotidianas de preconceito e atitudes hostis, que podem ser intencionais ou não, direcionadas a indivíduos de grupos marginalizados. O termo foi cunhado pelo psiquiatra da Universidade Harvard, Chester M. Pierce [en], na década de 1970. Pierce usou o termo para descrever as pequenas, mas frequentes, inconveniências e insultos enfrentados pelos afro-americanos. Essas interações, embora muitas vezes sutis e indiretas, contribuem para um ambiente de racismo persistente e têm impactos cumulativos na saúde mental e no bem-estar das pessoas que as experimentam. No início do século XXI, o uso do termo foi ampliado para se referir a qualquer grupo socialmente marginalizado, incluindo pessoas LGBTQIA+, pessoas em situação de pobreza e/ou pessoas com deficiência. O psicólogo Derald Wing Sue [en] define microagressões como "comunicações breves e cotidianas que enviam mensagens depreciativas e insultantes aos indivíduos por causa de sua raça". As pessoas que fazem os comentários podem ser bem-intencionadas e não ter consciência do impacto das suas palavras.
Alguns estudiosos criticam o conceito de microagressão por sua base científica pouco sólida, com confiança excessiva em evidências subjetivas e, supostamente, por promover a labilidade emocional. Os críticos argumentam que evitar comportamentos interpretados como microagressões restringe a própria liberdade e causa automutilação emocional, e que empregar figuras de autoridade para lidar com microagressões (ou seja, cultura do cancelamento) pode levar a uma atrofia das habilidades necessárias para mediar as próprias disputas. Alguns argumentam que, como o termo "microagressão" utiliza uma linguagem que conota violência para descrever a conduta verbal, pode ser utilizado de forma abusiva para exagerar os danos, resultando em retribuição e na elevação da vitimização.
D. W. Sue, que popularizou o termo microagressões, expressou dúvidas sobre como o conceito está sendo usado: “Eu estava preocupado de que as pessoas que usam esses exemplos os tirassem do contexto e os usassem como uma forma punitiva em vez de exemplar”. Na edição de 2020 de seu livro com Lisa Spanierman e em um livro de 2021 com seus alunos de doutorado, Sue elabora a ideia de "microintervenções" como soluções em potencial para atos de microagressão.
Microagressões são atitudes e comentários comuns do dia a dia relacionados a vários aspectos da aparência ou identidade como classe, gênero, sexo, orientação sexual, raça, etnia, língua materna, idade, formato corporal, deficiência ou religião, entre outros. Pensa-se que surgem de preconceitos e crenças mantidos inconscientemente, que podem ser demonstrados consciente ou inconscientemente através de interações verbais diárias.Embora estas comunicações pareçam normalmente inofensivas para os observadores, são consideradas uma forma de racismo encoberto ou de discriminação quotidiana. As microagressões diferem do que Pierce chamou de "macroagressões", que são formas mais extremas de racismo (como linchamentos e outras agressões físicas) devido à sua ambiguidade, tamanho e semelhança. As microagressões são vivenciadas pela maioria das pessoas estigmatizadas e ocorrem cotidianamente. Isso pode ser socialmente impactante especialmente para as pessoas que os recebem, pois os atos de microagressão são geralmente negados por aqueles que os cometem. Eles também são mais difíceis de detectar pelos membros da cultura dominante, pois muitas vezes não têm consciência de que estão causando danos. Sue diz que dentre as microagressões estão as declarações que repetem ou afirmam estereótipos sobre um grupo minoritário ou que humilham sutilmente seus membros.